# Palazzo Pignatelli di Monteleone
Palazzo Pignatelli di Monteleone è un palazzo monumentale di Napoli, ubicato lungo Calata Trinità Maggiore, conosciuto come palazzo d’ ‘o Gas per la deformazione del nome della famiglia Degas che vi abitò nel corso dell'Ottocento.

## Storia
Il palazzo fu eretto nel XVI secolo per volere della duchessa Girolama Colonna, moglie di Camillo Pignatelli (1525-83), terzo duca di Monteleone (attuale Vibo Valentia).
Il terreno, ceduto al duca di Monteleone dal monastero di Santa Chiara, rientrava nella cosiddetta zona del Limpiano di dentro, prossima alle mura di epoca aragonese.
Nella prima metà del Settecento, in seguito a consistenti lavori di ingrandimento, il palazzo diventò un fervido centro di attrazione per la nobiltà napoletana. L'appartamento verso la Strada Rivera, attualmente via Sant’Anna dei Lombardi, fu dipinto da Paolo de Matteis con scene tratte dall’Eneide e alle pareti con episodi della Gerusalemme liberata, ormai perdute.
Nel 1788 si eseguirono nuove modifiche al fine di adeguare il palazzo alle nuove esigenze abitative richieste dalla vendita dell'edificio da parte della famiglia Pignatelli. Il palazzo, prima diviso in Palazzo grande e Palazzo piccolo venne smembrato. Il Grande, con accesso da Calata Trinità Maggiore, fu acquistato tra il 1823 e il 1832 dal banchiere francese René Hilaire Degas, nonno del celebre pittore Edgar Degas, rifugiatosi nel 1793 a Napoli in seguito ai tumulti della Rivoluzione Francese. Intorno al 1875, con la morte dello zio Achille, il palazzo fu ereditato in parte da Edgar e da sua cugina Lucie. Il Piccolo, antistante Piazza del Gesù Nuovo, nel di 1732 era occupato dalla famiglia di Domenico d’Amore marchese di Ugento e fu acquistato nel 1830 da Gaetano Pandola.

## Descrizione

### Esterno
La costruzione del palazzo, risalente al 1561, si deve all'architetto Giovanni Vincenzo Della Monica. Egli organizzò il progetto di lottizzazione e di urbanizzazione di un'area del Limpiano di dentro, compresa l’area della Pignasecca, insieme all'architetto Donato Antonio Cafaro. La sistemazione originaria vedeva il palazzo costruito verso la piazza lasciando sulla parte retrostante spazio per un giardino, detto del Paradiso, ormai scomparso a causa dei rifacimenti.
L'edificio fu successivamente ingrandito nel 1718 per volere del Duca Nicola Pignatelli, come documenta anche l'epigrafe scolpita in testa al portale su fregio marmoreo. La direzione dei lavori fu condotta dall'architetto Ferdinando Sanfelice, che progettò un cortile ottagonale mai realizzato. Dell'intervento sanfeliciano è il portale ornato da bugne a punta di diamante in marmo bianco, a contrasto con le scanalature delle colonne composite a lato del grande arco del portale, decorate con capitelli configurati come mascheroni antropomorfi.

Nel 1726 subentrò al Sanfelice l’architetto Niccolò Tagliacozzi Canale, che supervisionò i lavori per la costruzione delle rimesse per il ricovero delle vetture. Circa un secolo dopo, per i Degas, curò il restauro del Palazzo Grande l'architetto Stefano Gasse.

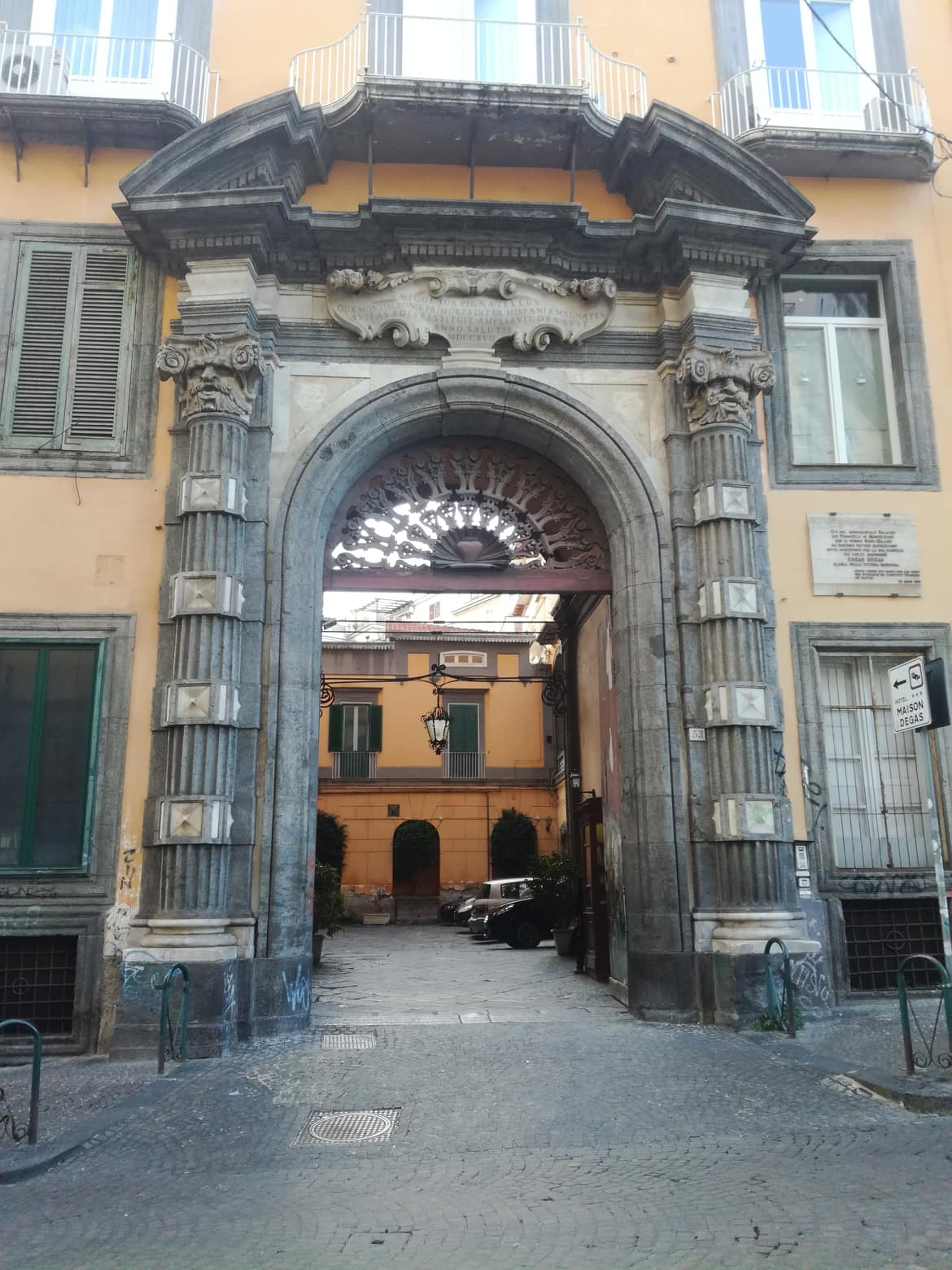
Portale
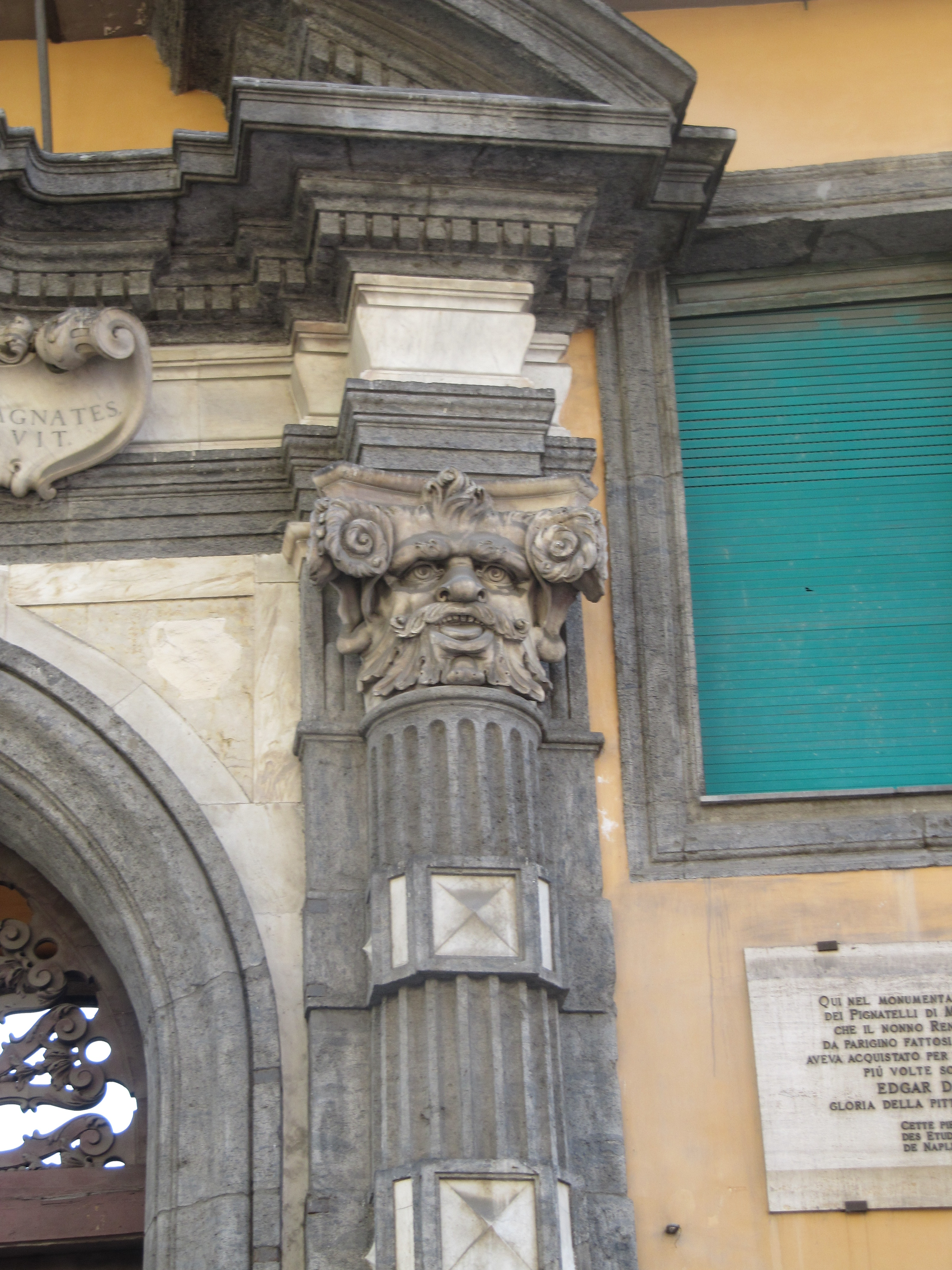
Dettaglio del capitello
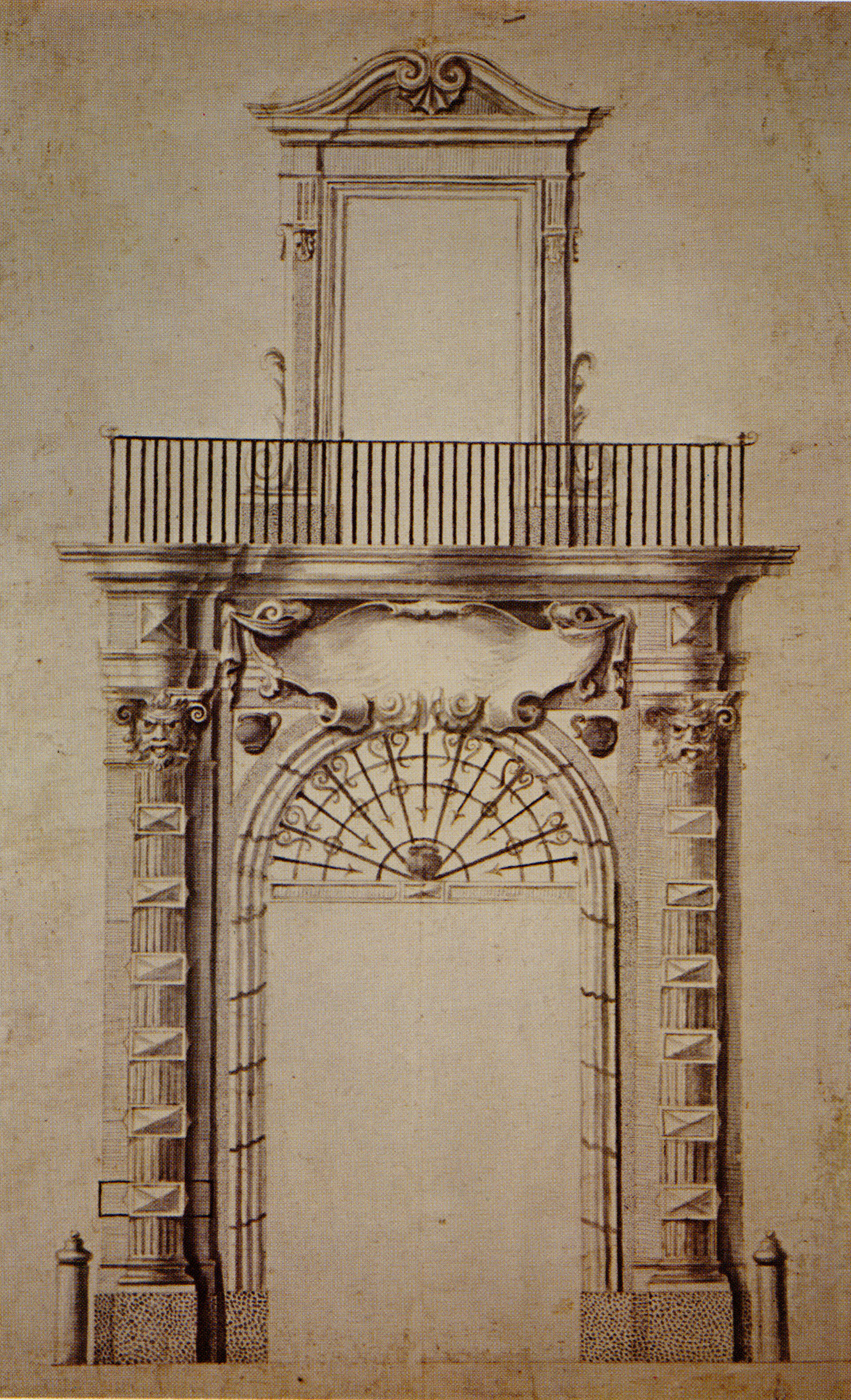
Disegno del portale del Sanfelice, 1718
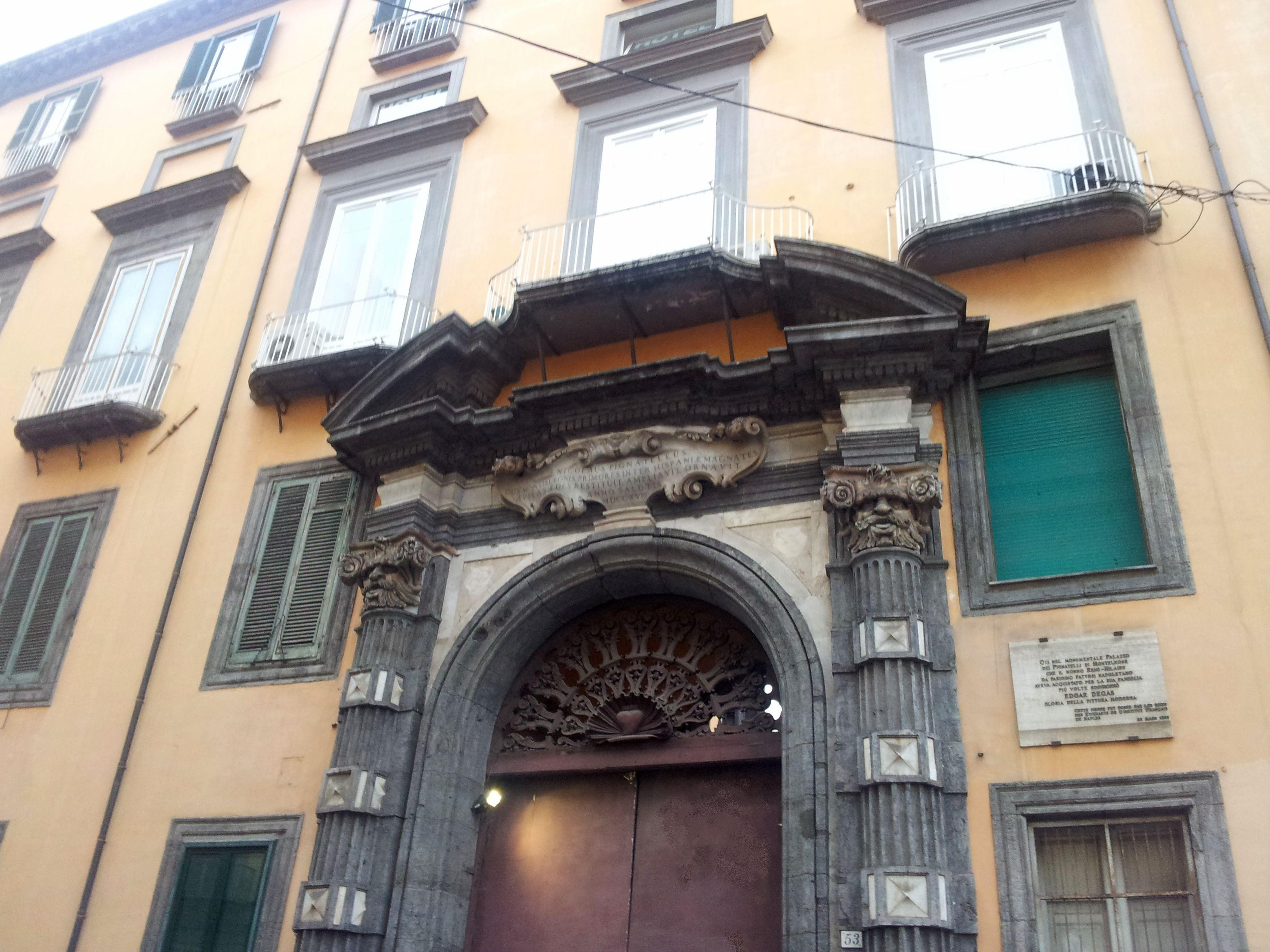
Dettaglio delle epigrafi

#### Iscrizioni
Sul portale e sul prospetto principale, rispettivamente, due epigrafi recano inciso:

### Interno
Della monumentale residenza di cinque piani su livelli continui con pianta ad L irregolare, solo la facciata del palazzo conserva i caratteri architettonici originali, mentre la parte posteriore e interna del cortile è stata completamente manomessa da interventi al fine di rendere abitabile l'edificio. Degli originali antichi fasti dell'edificio restano la maestosa volta a botte a tutto sesto nell'androne e le volte a crociera con costoloni a tutto sesto nel corpo scala a rampe parallele.